# Vestidor

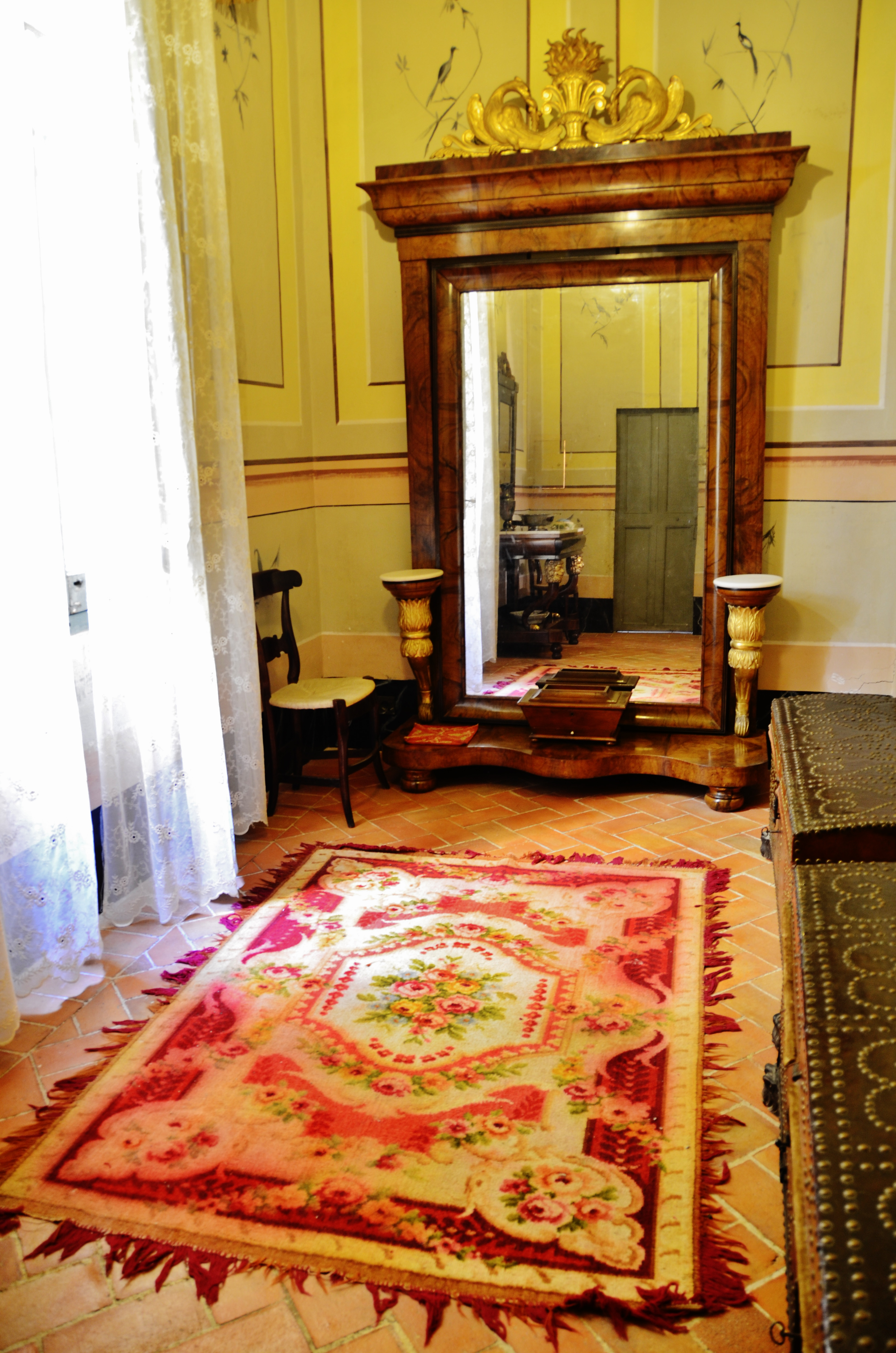
Vestidor de l'alcova Imperi del Museu Romàntic Can Papiol a Vioanova i la Geltrú

El vestidor o guarda-roba és el lloc destinat a vestir-se. Als domicilis privats sol ésser una cambra, generalment annexa al dormitori, destinada exclusivament a vestir-se o a canviar-se de roba amb intimitat i sense molestar les persones de les estances contigües. És habitual tenir agrupada la roba al vestidor, organitzada per tipologies en armaris, sabaters, calaixeres, etc. També convé tenir-hi un mirall. Pel seu caràcter íntim, generalment el vestidor no té finestres.
En instal·lacions esportives tals com gimnasos, camps d'esports, piscines, banys, etc., el vestidor és el lloc destinat a canviar-se de roba. A les botigues de roba el vestidor acostuma d'anomenar-se emprovador (tot i que també s'empra el castellanisme "provador", impropi, perquè la roba no es "prova", sinó que s'emprova). Als teatres i sales d'espectacles, els intèrprets muden de roba als camerinos.
Malgrat la similitud dels mots, no s'ha de confondre el vestidor amb el vestuari.